# Niképhorosz Grégorasz
Niképhorosz Grégorasz (Νικηφόρος Γρηγορᾶς, Nikifórosz Grigorász, latinul: Nicephorus Gregoras), (Heraclea Pontica, 1295 körül – Konstantinápoly, 1360 után) középkori bizánci történetíró.

## Élete és műve
A pontoszi Herakleiában született. 1322-től II. Andronikosz bizánci császár udvarában élt, különböző diplomáciai szolgálatot teljesített, később pedig kronologiát és csillagászatot tanított. A Palamasz Szent Gergely által keltett mozgalomban, mint a palamiták ellensége vett részt, és I. Kallixtosz konstantinápolyi pátriárka eretnek tantételei miatt kolostorba záratta. Leghíresebb munkája a bizánci birodalom története 1204-től 1359-ig 38 könyvben. Egyéb művei – melyek közül sok még napjainkig is kiadatlan – az egyházi és a világi irodalom szinte minden területére kiterjednek.

## Személye aRégi tudós világ históriájában
Budai Ézsaiás teológus és történetíró a Régi tudós világ históriája című 1802-es, Debrecenben megjelent nagy tudós-lexikonában a következőket írja Niképhoraszról:
| NICEPHORUS GREGORAS, Heracleaból, Pontusbann. Született 1295-benn. A’ Constantzinápolyi Patriarchától Johannes Glycystől, ékesennszóllásraː Theodorus Metochitától pedig, Astronomiára taníttatott. Így tudománnya által az Idősbb Andronicus Tsászár alatt Chartophylaxi hivatalra jutott. Utóljára mindazáltal az udvar kedvéből kiesvénn; sok kedvetlenséget szenvedett. Írt Byzantiumi Históriát 38. könyvekbenn, de a’ melyek közzűl tsak 24. van kinyomtatva. Ezekbenn, 1204-től, 1351-ig megyen. Meghólt 1360. utánn. |

## Művei magyarul
- részlet a Krónikájából INː (szerk.) Simon Róbert – Székely Magda – Dimitriosz Hadziszː A bizánci irodalom kistükre, Európa Könyvkiadó, Budapest, 1974, ISBN 963-07-0345-9, 237–243 p
- Az én tudományom (filozófiai mű, ford. Horváth Judit) INː ugyanaz, 695–699 p
- A szellemről (filozófiai mű, ford. Horváth Judit) INː ugyanaz, 699–703 p